# Arbeitsexternat
Das Arbeitsexternat ist eine besondere Form des Strafvollzugs in der Schweiz.

## Beschreibung
Im Regelfall verbringt der Gefangene seine Arbeits-, Ruhe- und Freizeit in der Strafanstalt. Eine mögliche Ausnahme ist das Arbeitsexternat, das durch das Strafgesetzbuch der Schweiz in Artikel 77a geregelt wird. Das Arbeitsexternat kann vollzogen werden, wenn der Gefangene einen Teil der Freiheitsstrafe – üblicherweise mindestens die Hälfte – verbüsst hat und nicht zu erwarten ist, dass er flieht oder weitere Straftaten begeht. Beim Arbeitsexternat arbeitet der Gefangene ausserhalb der Strafanstalt und verbringt die Ruhe- und Freizeit in der Anstalt. Der Wechsel ins Arbeitsexternat erfolgt in der Regel nach einem Aufenthalt von angemessener Dauer in einer offenen Anstalt oder der offenen Abteilung einer geschlossenen Anstalt. Auch Hausarbeit und Kinderbetreuung ausserhalb der Anstalt gelten als Arbeit.
Die Anordnung zum Arbeitsexternat bedarf einer Verfügung der zuständigen Vollstreckungsbehörde. Sie ist dabei nicht an eine Zustimmung des Gefangenen gebunden.
Wenn sich das Arbeitsexternat bei einem Gefangenen bewährt, so erfolgt der weitere Vollzug in Form des Wohn- und Arbeitsexternats. Dabei wohnt und arbeitet der Gefangene ausserhalb der Anstalt, untersteht aber weiterhin der Strafvollzugsbehörde.

## Zweck
Das Arbeitsexternat ist eine Vollzugsstufe im progressiven Strafvollzug. Es soll den Schritt ins Arbeitsleben vorbereiten und die negativen antisozialen Auswirkungen eines vollständigen staatlichen Freiheitsentzugs mildern.

## Differenzierung
Das Arbeitsexternat ist von der Halbgefangenschaft zu unterscheiden, das über Art. 77b des Strafgesetzbuchs geregelt wird. Dessen Zweck ist, dass der Gefangene nicht aus der Arbeitswelt desintegriert.

## Fussnoten
1. 1 2  Fachschaft Jus Luzern (Fajulu): Strafvollzugsrecht. S. 21 (PDF; 1,0 MB).
2. ↑  Arbeitsintegration im Kanton Zürich. Website der Bewährungs- & Vollzugsdienste des Kantons Zürich, abgerufen am 1. Juni 2023.
3. ↑  Damian K. Graf (Hrsg.): Annotierter Kommentar StGB. Stämpfli Verlag, Bern 2020, ISBN 3-7272-1613-1, S. 590 (eingeschränkte Vorschau in der Google-Buchsuche).